# Fünfjahrespläne der Sozialistischen Volksrepublik Albanien
Fünfjahrespläne waren in der Sozialistischen Volksrepublik Albanien das Instrument zur Planung der volkswirtschaftlichen Aktivitäten. Nach einem Zweijahresplan für die Jahre 1949 und 1950 wurden für die Jahre 1951 bis 1990 acht Fünfjahrespläne verabschiedet. Man folgte dabei sowjetischem Vorbild.
Die offizielle albanische Bezeichnung Planet pesëvjeçare të zhvillimit të ekonomisë e të kulturës (Fünfjahrespläne der wirtschaftlichen und kulturellen Entwicklung) unterstreicht dabei die Bedeutung der Pläne für den Aufbau einer sozialistischen Gesellschaft allgemein. Insbesondere in den Anfangsjahren dienten sie der zentral geplanten Transformierung Albaniens vom Agrarstaat zu einem Industrie- und Agrarstaat.

„Die albanische Wirtschaft […] wird auf der Grundlage eines einheitlichen Staatsplanes der sozialökonomischen und kulturellen Entwicklung von einem einzigen Zentrum aus, dem sozialistischen Staat, bewußt und proportional organisiert und geleitet.“

Die Pläne regelten die Schwerpunkte der Entwicklungen und Investitionen, aber auch die Produktionsmengen der Fabriken und landwirtschaftlichen Betriebe sowie den wirtschaftlichen Alltag, indem darin die Preise festgelegt waren, zu den Erzeuger Produkte verkaufen, Betrieben Dienstleistungen beziehen konnten und Konsumenten Produkte im Laden kauften.
Peter Bartl beurteilt die albanische Wirtschaftspolitik als „Fiasko“, wofür vor allem die politisch und nicht wirtschaftlich motivierte Planung verantwortlich sei. Die Kommandowirtschaft brach zusammen, als die Partei der Arbeit die Macht verlor.
Verantwortlich für die Ausarbeitung war die Staatliche Planungskommission (albanisch Komisioni i planit të shtetit; manchmal auch Plankommission), die bereits im Januar 1945 von der kommunistischen Partei eingerichtet und im August 1945 gesetzlich verankert wurde. Die Vorsitzenden gehörten meist der Regierung an. Erster Vorsitzender war Industrieminister Nako Spiru (1944–1947), der in rascher Folge abgelöst wurde von Kiço Ngjela, Nesti Kerenxhi und Spiro Koleka. Koço Theodhosi hatte das Amt von 1950 bis 1953 inne. Danach wechselten sich Koleka (1954–1958, 1966–1968) und Theodhosi (1958–1966) ab. 1968 übernahm Abdyl Këllezi, der 1975 von Petro Dode abgelöst wurde. 1982 übernahm Harilla Papajorgji, 1985 bis 1990 Niko Gjyzari. Zumindest in den 1980er-Jahren wurde die Planausarbeitung aber von unten initiiert: Betriebe und Genossenschaften erarbeiteten im Sommer Pläne fürs nächste Jahr, die von den Volksräten in den Kreisen überprüft und überarbeitet wurden, bevor sie von den Ministerien pro Branche gebündelt und von der Planungskommission bis Mitte November in einem Gesamtplan zusammengefasst wurden. Noch vor Jahresfrist sollten alle Betriebe die von der Regierung genehmigten und vom Parlament verabschiedeten Jahrespläne erhalten.

„Überall hängen mit dicker Tusche auf Karton gemalte Kurven oder Statistiken, die den Produktionsanstieg einzelner Brigaden und Abteilungen feiern. Man erfährt in den albanischen Fabriken nie, wie hoch eigentlich die Produktion ist und wohin und was exportiert wird. …Zugleich erfahre ich aber auch, dass die Pläne erfüllt beziehungsweise übererfüllt werden, wobei man immer wieder die Photos der besonders tüchtigen Arbeiter und Arbeiterinnen in den Werkhallen zeigte.“

## Die Pläne

### Vorläufer „Zweijahresplan 1949/1950“
Nach dem Zweiten Weltkrieg und der Gründung der Volksrepublik galt es, das Land wiederaufzubauen und zugleich eine Industriegesellschaft zu errichten. In den ersten Jahren orientierte sich Tirana noch stark an Jugoslawien. Im Sommer 1948 kam es aber zum Bruch mit Tito.
Gleich nach dem Krieg wurde 1947 und 1948 zuerst mit Einjahresplänen gearbeitet; die albanische Wirtschaft war damals aber noch weit entfernt von sozialistischer Zentralverwaltungswirtschaft. In diesem Zeitraum wurden unter anderem die Eisenbahnstrecke Durrës–Peqin (November 1947) und die Strecke Durrës–Tirana (Februar 1949) realisiert – die Eröffnung der Strecke Peqin–Elbasan im Dezember 1950 erfolgte am Ende des Zweijahresplans. Diese ersten Normalspurstrecken Albaniens wurden als wichtig für die wirtschaftliche Entwicklung des Landes, den Export von Erdöl und Eisenerz aus dem Raum Elbasan und die Entwicklung des Industriestandorts Tirana erachtet.
Vor dem ersten Fünfjahresplan wurde ein Zweijahresplan erstellt. Enver Hoxha kündigte dies auf dem ersten Kongress der Partei der Arbeit im November 1948 an. Der Plan sollte die Grundlagen für den Sozialismus schaffen. Schwerpunkte wurden auf die Industrialisierung gelegt. Zudem sollte die Landwirtschaft entwickelt und ihre Kollektivierung vorbereitet werden. Die Getreideproduktion wollte man um 68 % erhöhen. Auch der Bergbau und die Zementproduktion sollten gefördert werden. Wichtige Infrastruktur- und Wirtschaftsprojekte waren die Errichtung des Wasserkraftwerks Lanabregas bei Tirana, einer Zuckerraffinerie (bei Maliq), einer Gerberei und einer Textilfabrik in Tirana. Die Erfahrung und finanzielle Unterstützung hierfür kam vor allem aus der Sowjetunion.:November 8th 1948, S. 306
Der Zweijahresplan wurde am 2. Juni 1949 vom Parlament verabschiedet.:June 2nd 1949, S. 346 Mit der Umsetzung des Plans zeigte man sich nicht zufrieden; man machte dafür Sabotage durch die Jugoslawien-freundlichen Exponenten in der Partei verantwortlich.:April 14th 1950, S. 399 f. Nicht ganz ein Jahr später war die Kritik verflogen und die Umsetzung des Plans wurde als Erfolg verkauft.:February 23rd 1951, S. 419 f. Auf dem zweiten Parteikongress im März 1952 erklärte Hoxha, dass die Ziele im Landwirtschaftsbereich nur zu 91,4 % erfüllt worden seien, weil man zu viel auf endlosen Treffen diskutiert habe.:March 31st 1952, S. 443 Die Industrieproduktion sei hingegen am Ende der Periode zwölf Mal höher gewesen als vor dem Krieg.

### Erster Fünfjahresplan 1951–1955
Mit dem ersten Fünfjahresplan sollte die stark landwirtschaftlich geprägte Gesellschaft industrialisiert und bis zum Ende der Periode in eine zentrale Planwirtschaft überführt werden – mit Ausnahme der landwirtschaftlichen Kollektivierung. Aber auch die Landwirtschaft sollte mehr Bedeutung erhalten, vorangetrieben und zentralisiert werden, um die Industrialisierung überhaupt zu ermöglichen und die Versorgung der Bevölkerung sicherzustellen. Hierfür mussten der Arbeiterschaft die notwendigen technischen und wissenschaftlichen Fähigkeiten vermittelt werden. Es wurden Fabriken aufgebaut, Bergbau und Stromproduktion vorangetrieben sowie das Verkehrsnetz verbessert. Vieles geschah mit Unterstützung aus der Sowjetunion und den anderen Staaten des Rats für gegenseitige Wirtschaftshilfe (RGW). Zahlreiche ausländische Fachkräfte aus den Bruderstaaten sorgten für den notwendigen Technologietransfer, während Albaner zur Ausbildung in den Ostblock reisten.:291:September 24th 1951, S. 434; April 7th 1952, S. 444
Viele Menschen zogen in die stark wachsenden oder neu angelegten Städte, um dort in den Fabriken zu arbeiten – diese Binnenmigration wurde später stark gebremst.:476, 489 Es wurden große Anstrengungen unternommen, um den hohen Analphabetismus zu senken. Rund 900 Albaner wurden im Ausland weitergebildet, um später eine gute Ausbildung im Inland sicherstellen zu können.:556
Der erste Fünfjahresplan wurde auf einer Plenarsitzung des Zentralkomitees der Partei der Arbeit Ende September 1951 angekündigt.:September 24th 1951, S. 434 Mehmet Shehu stellte ihn auf dem zweiten Parteikongress im April 1952 vor. Er betonte auch die Stärkung der Allianz zwischen der Arbeiterklasse und den Landarbeitern.:April 7th 1952, S. 444 Ein Gesetz über den ersten Fünfjahresplan wurde am 3. Juni 1952 verabschiedet.:733
Anfang 1953 wurden Resultate für das erste Jahr veröffentlicht. Während die Industrie die Ziele übertroffen hatte, hinkte die Landwirtschaft in fast allen Bereichen hinterher. Es wurde die schlechte Führung der landwirtschaftlichen Genossenschaften beklagt.:February 1953, S. 452 Mit Ausnahme der Landwirtschaft war das albanische Wirtschaftssystem nach Ende dieser Planperiode komplett am sowjetischen Muster orientiert.

### Zweiter Fünfjahresplan 1956–1960
Hauptziel des zweiten Fünfjahresplans war die Erhöhung der Lebensqualität um 53 %, wozu auch die Senkung von Preisen wichtiger Alltagsgüter sowie die Erhöhung von Löhnen und Pensionen gehörte. Der Fokus lag erneut auf der Industrialisierung des Landes: die Industrieproduktion sollte um 92 % gesteigert werden. Die Produktion wurde in Produktionsmittel und Konsumgüter aufgeteilt.  Nachdem nach dem Krieg Land der Großgrundbesitzer an die Landbevölkerung verteilt worden war, wurden unter dem Zweiten Fünfjahresplan neue landwirtschaftliche Genossenschaften gegründet. Da Kleinbauern nie genug ernten würden, um das Land zu ernähren, wurde eine Initiative gestartet, um die Bauern zu Zusammenschlüssen zu bewegen. Nach anfangs weniger als 700 sollte es am Schluss über 1800 landwirtschaftliche Genossenschaften geben; über 70 % der bebauten Fläche sollte in den Besitz von Genossenschaften überführt werden, insbesondere in den Küsten- und flachen Gebieten des Landes. Entgegen anderen Verlautbarungen wurden viele Bauern aber zum Beitritt gezwungen.:June 2nd 1956, S. 509
Der Plan sah erstmals auch die Erschließung der Eisenvorkommen vor, was später zu einem Ausbau der Eisenindustrie führte.:380 Bulgarien und die Sowjetunion gewährten Albanien 1957 Kredite zur Erfüllung des Plans.:January 23rd–29th 1957, S. 518; November 22nd 1957, S. 531 f.
Der Plan wurde im Juni 1956 auf dem 3. Parteikongress von Mehmet Shehu bekannt gegeben und von der Versammlung verabschiedet.:June 2nd 1956, S. 509
:734 Nach den positiven Resultaten der beiden ersten Jahre wurden die Ziele nochmals höher gesteckt.
Im Januar 1956 wurden die Lebensmittelkarten abgeschafft, was als Erfolg des Plans gewürdigt wurde, aber eher auf frühere Leistungen zurückzuführen ist. Insbesondere die Landwirtschaft erfüllte die Erwartungen nicht – Albanien blieb weiterhin stark von sowjetischen Nahrungsmittellieferungen abhängig.

### Dritter Fünfjahresplan 1961–1965
Der dritte Plan sollte einen weiteren Beitrag für den Aufbau der materiellen und technischen Grundlagen des Sozialismus bieten. Die Periode wurde jedoch stark durch den Bruch mit Moskau geprägt, mit dem auch die starke Wirtschaftshilfe der sozialistischen Staaten Osteuropas endete. Gleichzeitig wurden die ausländischen Experten abgezogen, albanische Auslandsstudenten mussten heimkehren. Enver Hoxha sprach von Sabotage durch Chruschtschow. Die Abhängigkeit vom Ausland sollte durch eine verstärkte Nahrungsmittelproduktion ausgeglichen werden, worauf der Fünfjahresplan sich besonders konzentrierte. Allmählich entstand eine neue Allianz mit China, das bis zu 90 % der sowjetischen Hilfe abzudecken vermochte. In verschiedenen Städten entstanden kleine Fabriken.
Auch für die Erfüllung dieses Plans hatte die Sowjetunion bereits im Jahr 1959 einen Kredit versprochen.:January 1959, S. 550 Aufgrund der Spannungen zwischen den beiden Ländern waren die Verhandlungen um die Details der Umsetzung im Herbst 1960 noch nicht abgeschlossen.:December 21st 1960, S. 580 f. Das Geld blieb aus: die Sowjetunion kündigte die Verträge später und forderte die Rückzahlung der früheren Kredite ein.:November 7th 1961, S. 609 f.
Durch die Wirtschaftsblockade der Sowjetunion konnte der Plan nicht erfüllt werden – große Bauprojekte mussten aufgeschoben werden und es fehlte an Ersatzteilen. Hingegen überstieg im Land erstmals die industrielle Wirtschaftsleistung diejenige der Landwirtschaft.

### Vierter Fünfjahresplan 1966–1970
Beim vierten Plan war von der Vervollständigung des Aufbaus der materiellen und technischen Grundlagen des Sozialismus die Rede. Man bereitete sich auf das 25-Jahr-Jubiläum der Sozialistischen Volksrepublik Albanien vor und verkündete die Abschaffung von Zöllen und Steuern. Zudem wurde die Planung vereinfacht und leicht dezentralisiert, indem die Arbeiter mehr in die Entscheidungsfindung einbezogen wurden. Dank Wirtschaftshilfe aus China, die rund zehn Prozent der Investitionen ausmachte, konnten größere Fabriken gebaut werden. In Fier und Lezha wurden Düngemittelfabriken gebaut, das Wasserkraftwerk Vau-Deja wurde erbaut, eine Plastikfabrik in Durrës, die Textilfabrik in Berat und eine Fabrik für Instrumente in Korça. Viele kleinere landwirtschaftliche Genossenschaften wurden zu staatlichen Farmen zusammengelegt. 1130 Dörfer sollten an das Telefonnetz,:414 im Oktober 1970 das letzte Dorf an das Elektrizitätsnetz angeschlossen worden sein.
Der Einbezug der Arbeiter in die Planung erwies sich bald als zweischneidig: Die Arbeiterschaft wünschte niedrige Ziele, die gut übertroffen werden konnten, damit sie von Bonuszahlungen profitieren konnten. Da die Vorjahreszahlen aber Grundlage für neue Pläne waren, war der Anreiz zur Übererfüllung gering. Dank großzügiger Unterstützung aus China gelang doch ein gutes Wachstum.

### Fünfter Fünfjahresplan 1971–1975
In diesem Plan wurden 270 Investitionsprojekte vorgesehen, um die Wirtschaft, aber auch die Verteidigung des Landes zu stärken. Schwerpunkt war der Bau des Metallurgischen Kombinats Stahl der Partei in Elbasan, zudem die Errichtung des Wasserkraftwerks Fierza und der Erdölraffinerie in Ballsh. Die Industrieproduktion sollte nochmals um 60 % gesteigert werden. Nach Ablauf der Planperiode war Albanien erstmals unabhängig von Getreideimporten,:437 was aber dem sechsten Fünfjahresplan als Erfolg zugeschrieben wurde.
Die ersten beiden Jahre entwickelten sich gut. Aber 1972 reduzierte China die Hilfe, was zu Schwierigkeiten führte, worauf Tirana mit verstärkten Exporten nach Westeuropa reagierte. Der Plan konnte deshalb bei weiten nicht erfüllt werden. Angelehnt an die chinesische Kulturrevolution wurde die Schuld hierfür bei „Technokraten“ wie Abdyl Këllezi und Koço Theodhosi gesucht, die die Projekte sabotiert hätten.

### Sechster Fünfjahresplan 1976–1980
Mit dem sechsten Fünfjahresplan sollte der Sozialismus weiter aufgebaut werden. Die Wachstumsziele in dieser Planphase waren eher bescheiden.:437Aufgezählt wurden unter anderem der Bau weiterer Wasserkraftwerke, die Fortsetzung der Produktion des kompletten Bedarfs an Brotgetreide im Inland und die Exportsteigerung bei Landwirtschaftsprodukten. Dafür plante Hoxha, die wirtschaftliche Unabhängigkeit des Landes weiter zu stärken, wofür eine Erhöhung der Exporte verfolgt wurde. 1978 kam es dann auch zum Bruch mit China, das zuvor noch einen weiteren Kredit gewährt hatte, aber allmählich auf die Tilgung der Schuld drängte.:438

### Siebter Fünfjahresplan 1981–1985
Der siebte Fünfjahresplan zielte darauf ab, die ausbleibende Auslandshilfe durch gesteigerte Exporte und Importe durch Inlandsproduktion zu ersetzen. Das Planziel bei den Exporten konnte aber bei weitem nicht erreicht werden, was auch Auswirkungen auf die Importe hatte, da Albanien seit 1978 keine Kredite mehr aufnahm. Es durfte also nur noch so viel importiert werden, wie exportiert wurde. Da die inländische Produktion aber nicht ausreichte, gab es immer mehr Einschränkungen bei den Konsumgütern. Sinkende Weltmarktpreise und Dürren erschwerten die Exporte von Bodenschätzen und Strom zusätzlich. Auch das übrige Produktivitätswachstum ging laufend zurück.:439, 441
Der Plan war im November 1981 vom achten Parteikongress verabschiedet worden.

### Achter Fünfjahresplan 1986–1990
In der zweiten Hälfte der 1980er Jahre wurde diese Politik der Exportsteigerung, insbesondere der Bodenschätze, weiterverfolgt, was zu einer verstärkten Industrialisierung des Nordens führte. Auch der Bau der Eisenbahnstrecke Milot–Klos gehörte dazu. Fehlende Investitionsmittel und Stromausfälle behinderten die Produktion von Exportgütern aber maßgeblich. Die ambitionierten Ziele sahen weitreichendes Wachstum der Produktivität in allen Bereichen vor. Weiter wurden das Wasserkraftwerk von Bënja und der Bau verschiedener Fabriken geplant,:257 f.
Die Schwierigkeiten der Vorjahre wirkten sich auch auf den achten Fünfjahresplan aus: Die Produktion gerade in der devisenbringenden Bergbauindustrie blieb weit hinter den Erwartungen zurück.:379 Angesichts der Kritik am Regime gab die Regierung 1990 die zentrale Planung im Landwirtschaftsbereich auf und dezentralisierte die industrielle Planung weiter.